# Route 390 (Terre-Neuve-et-Labrador)
Pour les articles homonymes, voir Route 390.
La route 390 est une route tertiaire de la province de Terre-Neuve-et-Labrador d'orientation ouest-est située dans le nord de l'île de Terre-Neuve. Elle est une route moyennement empruntée, reliant la Route Transcanadienne, la route 1, à Springdale, depuis Springdale Junction. Elle croise les routes 391 et 392 à ses kilomètres 3 et 8, puis traverse Springdale, où elle se termine sur la rue principale. Elle est nommée Springdale Road et Little Bay Road, mesure 12 kilomètres, et est une route asphaltée sur l'entièreté de son tracé.

## Communautés traversées
- Springdale Junction
- Springdale

## Attrait
- Mainmast Museum/H.C. Grant Heritage Museum